# Арка Януса

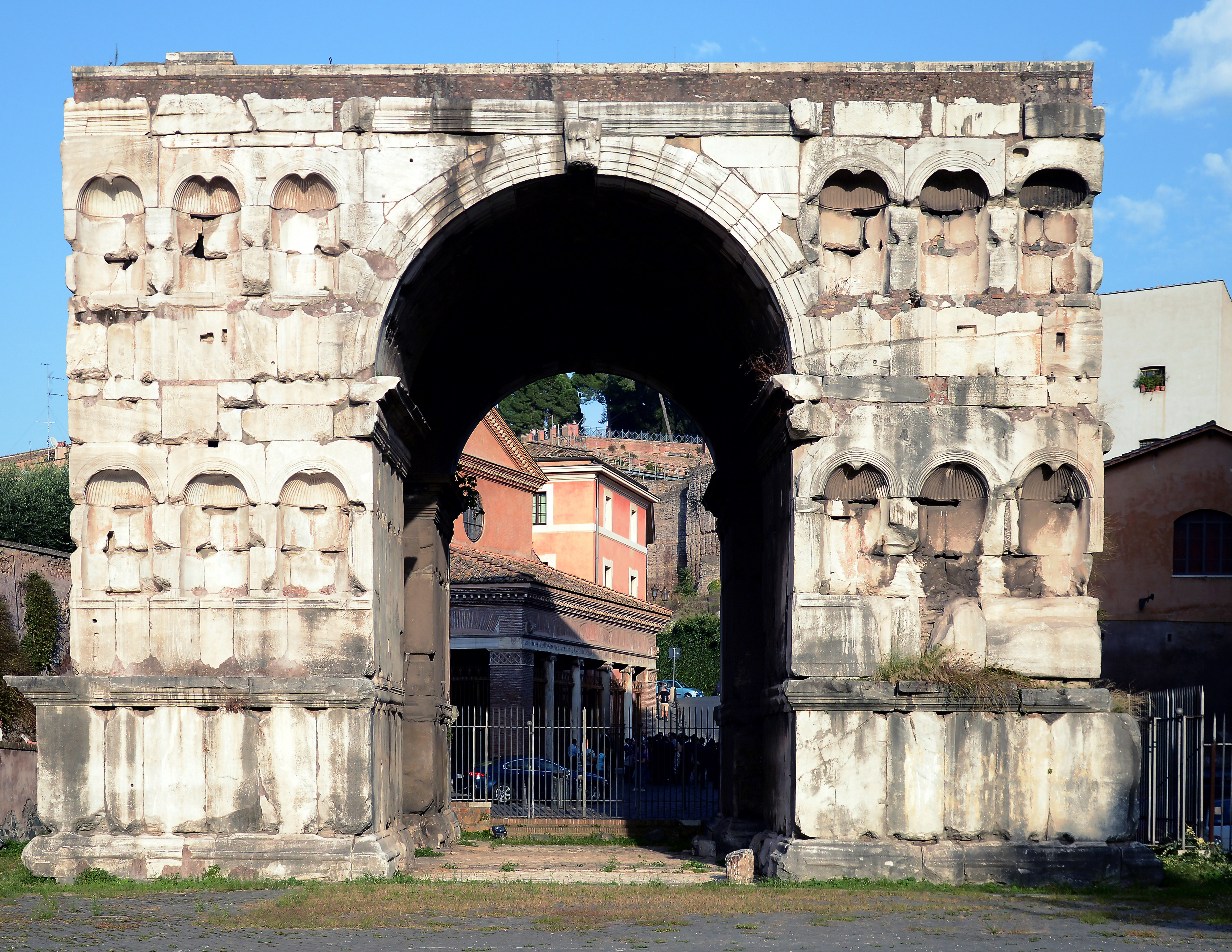
Арка Януса

41°53′22″ пн. ш. 12°28′58″ сх. д. / 41.889444° пн. ш. 12.482778° сх. д.
Арка Януса (італ. Arco di Giano, лат. Ianus Quirinus) — антична будова в Римі. 
В античному Римі 16 метрова будівля розташовувалася у північному закінченні бичачого форуму в районі Велабро. Спочатку вважалося, що арка була побудована у IV столітті на честь імператора Костянтина. Можливо, що арка стояла на перехресті доріг. Арка була прикрашена споліями, у 12 нішах стояли статуї. У середні віки арка була частиною фортеці сім'ї Франджіпані (італ. Frangipani). У 1830 році фортеця була зруйнована і арка прийняла попередній вигляд.